# Campionato mondiale femminile di pallamano 1997
Il campionato mondiale femminile di pallamano 1997 è stato la tredicesima edizione del massimo torneo di pallamano per squadre nazionali femminili, organizzato dalla International Handball Federation (IHF). Il torneo si è disputato dal 30 novembre al 14 dicembre 1997 in Germania in sette impianti e le finali si sono disputate a Berlino. Vi hanno preso parte ventiquattro rappresentative nazionali, aumentate di altre quattro unità rispetto all'edizione precedente. Il torneo è stato vinto per la prima volta dalla Danimarca, che in finale ha superato la Norvegia.
Il torneo è stato ricordato anche per un tragico incidente sugli spalti durante una delle semifinali, tra Danimarca e Russia (32-22), quando scoppiò una rissa tra uno spettatore danese e uno tedesco. La rissa si è sviluppata con il tedesco che ha estratto un coltello e ha pugnalato il danese. Un altro spettatore danese ha cercato di intervenire, ma è stato accoltellato lui stesso. Entrambi i danesi morirono presto e il tedesco fu presto arrestato dalla polizia. Ha ammesso l'accoltellamento durante l'interrogatorio della polizia e ha detto di averlo commesso mentre era sotto l'influenza dell'alcol.

## Formato
Le ventiquattro nazionali partecipanti sono state suddivise in quattro gironi da sei squadre ciascuno. Le prime quattro classificate accedono direttamente alla fase a eliminazione diretta, dove si procede con partite secche dagli ottavi fino alla finale.

## Impianti
Il torneo viene disputato in sette sedi.

## Nazionali partecipanti
| Modalità                         | Posti | Qualificate                                                                      |
| -------------------------------- | ----- | -------------------------------------------------------------------------------- |
| Nazionale del Paese ospitante    | 1     | Germania                                                                         |
| Campionato mondiale 1995         | 1     | Corea del Sud                                                                    |
| Campionato europeo 1996          | 4     | Danimarca Norvegia Austria Romania                                               |
| Torneo di qualificazione europeo | 9     | Macedonia Russia Rep. Ceca Croazia Ungheria Francia Polonia Bielorussia Slovenia |
| Campionato asiatico 1997         | 3     | Cina Giappone Uzbekistan                                                         |
| Campionato africano 1996         | 3     | Costa d'Avorio Algeria Angola                                                    |
| Campionato panamericano 1997     | 3     | Brasile Canada Uruguay                                                           |

## Fase a gironi

### Girone A

#### Classifica
| Pos. | Squadra  | Pt | G | V | N | P | GF  | GS  | DR  |
| ---- | -------- | -- | - | - | - | - | --- | --- | --- |
| 1.   | Germania | 10 | 5 | 5 | 0 | 0 | 148 | 92  | +56 |
| 2.   | Polonia  | 8  | 5 | 4 | 0 | 1 | 129 | 114 | +15 |
| 3.   | Austria  | 6  | 5 | 3 | 0 | 2 | 132 | 110 | +22 |
| 4.   | Angola   | 3  | 5 | 1 | 1 | 3 | 126 | 143 | -17 |
| 5.   | Giappone | 3  | 5 | 1 | 1 | 3 | 105 | 130 | -25 |
| 6.   | Brasile  | 0  | 5 | 0 | 0 | 5 | 104 | 155 | -41 |

#### Risultati
| Sindelfingen 30 novembre 1997, ore 20:15 | Germania | 32 – 17 (16-7) | Giappone |  |

| Sindelfingen 2 dicembre 1997, ore 16:00 | Austria | 36 – 23 (18-12) | Brasile |  |

| Sindelfingen 2 dicembre 1997, ore 18:00 | Polonia | 29 – 24 (15-10) | Angola |  |

| Sindelfingen 3 dicembre 1997, ore 15:00 | Austria | 24 – 16 (13-8) | Giappone |  |

| Sindelfingen 3 dicembre 1997, ore 17:00 | Polonia | 32 – 19 (15-7) | Brasile |  |

| Sindelfingen 3 dicembre 1997, ore 19:00 | Germania | 32 – 20 (12-11) | Angola |  |

| Sindelfingen 4 dicembre 1997, ore 15:30 | Giappone | 25 – 21 (10-9) | Brasile |  |

| Sindelfingen 4 dicembre 1997, ore 17:30 | Germania | 29 – 19 (14-9) | Polonia |  |

| Sindelfingen 4 dicembre 1997, ore 19:30 | Austria | 29 – 22 (13-9) | Angola |  |

| Sindelfingen 6 dicembre 1997, ore 16:00 | Germania | 32 – 18 (17-6) | Brasile |  |

| Sindelfingen 6 dicembre 1997, ore 18:00 | Angola | 30 – 30 (15-16) | Giappone |  |

| Sindelfingen 6 dicembre 1997, ore 20:00 | Polonia | 26 – 25 (14-11) | Austria |  |

| Sindelfingen 7 dicembre 1997, ore 16:00 | Angola | 30 – 23 (17-12) | Brasile |  |

| Sindelfingen 7 dicembre 1997, ore 18:00 | Polonia | 23 – 17 (12-10) | Giappone |  |

| Sindelfingen 7 dicembre 1997, ore 20:15 | Germania | 23 – 18 (14-10) | Austria |  |

### Girone B

#### Classifica
| Pos. | Squadra     | Pt | G | V | N | P | GF  | GS  | DR  |
| ---- | ----------- | -- | - | - | - | - | --- | --- | --- |
| 1.   | Croazia     | 10 | 5 | 5 | 0 | 0 | 146 | 90  | +56 |
| 2.   | Norvegia    | 8  | 5 | 4 | 0 | 1 | 155 | 93  | +62 |
| 3.   | Francia     | 6  | 5 | 3 | 0 | 2 | 140 | 95  | +45 |
| 4.   | Bielorussia | 4  | 5 | 2 | 0 | 3 | 122 | 125 | -3  |
| 5.   | Canada      | 1  | 5 | 0 | 1 | 4 | 77  | 139 | -62 |
| 6.   | Uzbekistan  | 1  | 5 | 0 | 1 | 4 | 83  | 181 | -98 |

#### Risultati
| Saarbrücken 2 dicembre 1997, ore 16:00 | Croazia | 27 – 14 (16-6) | Canada |  |

| Saarbrücken 2 dicembre 1997, ore 18:00 | Norvegia | 34 – 21 (14-12) | Bielorussia |  |

| Saarbrücken 2 dicembre 1997, ore 20:00 | Francia | 39 – 17 (17-8) | Uzbekistan |  |

| Saarbrücken 3 dicembre 1997, ore 16:00 | Croazia | 45 – 15 (19-10) | Uzbekistan |  |

| Saarbrücken 3 dicembre 1997, ore 18:00 | Norvegia | 32 – 15 (17-7) | Canada |  |

| Saarbrücken 3 dicembre 1997, ore 20:00 | Francia | 30 – 17 (15-10) | Bielorussia |  |

| Saarbrücken 4 dicembre 1997, ore 16:00 | Bielorussia | 30 – 13 (10-7) | Canada |  |

| Saarbrücken 4 dicembre 1997, ore 18:00 | Norvegia | 44 – 13 (20-5) | Uzbekistan |  |

| Saarbrücken 4 dicembre 1997, ore 20:00 | Croazia | 21 – 20 (7-13) | Francia |  |

| Saarbrücken 6 dicembre 1997, ore 15:00 | Croazia | 28 – 19 (12-9) | Bielorussia |  |

| Saarbrücken 6 dicembre 1997, ore 17:00 | Canada | 18 – 18 (8-10) | Uzbekistan |  |

| Saarbrücken 6 dicembre 1997, ore 19:00 | Norvegia | 23 – 19 (9-10) | Francia |  |

| Saarbrücken 7 dicembre 1997, ore 15:00 | Bielorussia | 35 – 20 (14-9) | Uzbekistan |  |

| Saarbrücken 7 dicembre 1997, ore 17:00 | Francia | 32 – 17 (18-7) | Canada |  |

| Saarbrücken 7 dicembre 1997, ore 19:00 | Croazia | 25 – 22 (13-11) | Norvegia |  |

### Girone C

#### Classifica
| Pos. | Squadra        | Pt | G | V | N | P | GF  | GS  | DR  |
| ---- | -------------- | -- | - | - | - | - | --- | --- | --- |
| 1.   | Corea del Sud  | 10 | 5 | 5 | 0 | 0 | 160 | 101 | +59 |
| 2.   | Ungheria       | 8  | 5 | 4 | 0 | 1 | 156 | 102 | +54 |
| 3.   | Romania        | 6  | 5 | 3 | 0 | 2 | 153 | 124 | +29 |
| 4.   | Costa d'Avorio | 4  | 5 | 2 | 0 | 3 | 121 | 129 | -8  |
| 5.   | Algeria        | 2  | 5 | 1 | 0 | 4 | 101 | 146 | -45 |
| 6.   | Uruguay        | 0  | 5 | 0 | 0 | 5 | 74  | 163 | -89 |

#### Risultati
| Rotenburg an der Fulda 2 dicembre 1997, ore 16:00 | Romania | 44 – 23 (25-9) | Algeria |  |

| Rotenburg an der Fulda 2 dicembre 1997, ore 18:00 | Ungheria | 36 – 12 (19-7) | Uruguay |  |

| Rotenburg an der Fulda 2 dicembre 1997, ore 20:00 | Corea del Sud | 30 – 24 (18-12) | Costa d'Avorio |  |

| Rotenburg an der Fulda 3 dicembre 1997, ore 16:00 | Romania | 34 – 15 (14-9) | Uruguay |  |

| Rotenburg an der Fulda 3 dicembre 1997, ore 18:00 | Ungheria | 33 – 21 (17-6) | Costa d'Avorio |  |

| Rotenburg an der Fulda 3 dicembre 1997, ore 20:00 | Corea del Sud | 35 – 16 (18-5) | Algeria |  |

| Rotenburg an der Fulda 4 dicembre 1997, ore 16:00 | Ungheria | 30 – 26 (19-14) | Romania |  |

| Rotenburg an der Fulda 4 dicembre 1997, ore 18:00 | Costa d'Avorio | 21 – 20 (12-9) | Algeria |  |

| Rotenburg an der Fulda 4 dicembre 1997, ore 20:00 | Corea del Sud | 35 – 11 (15-4) | Uruguay |  |

| Rotenburg an der Fulda 6 dicembre 1997, ore 15:00 | Romania | 28 – 26 (12-10) | Costa d'Avorio |  |

| Rotenburg an der Fulda 6 dicembre 1997, ore 17:00 | Algeria | 29 – 18 (15-5) | Uruguay |  |

| Rotenburg an der Fulda 6 dicembre 1997, ore 19:00 | Corea del Sud | 30 – 29 (16-17) | Ungheria |  |

| Rotenburg an der Fulda 7 dicembre 1997, ore 15:00 | Costa d'Avorio | 29 – 18 (15-6) | Uruguay |  |

| Rotenburg an der Fulda 7 dicembre 1997, ore 17:00 | Ungheria | 28 – 13 (16-5) | Algeria |  |

| Rotenburg an der Fulda 7 dicembre 1997, ore 19:00 | Corea del Sud | 30 – 21 (13-12) | Romania |  |

### Girone D

#### Classifica
| Pos. | Squadra   | Pt | G | V | N | P | GF  | GS  | DR  |
| ---- | --------- | -- | - | - | - | - | --- | --- | --- |
| 1.   | Russia    | 9  | 5 | 4 | 1 | 0 | 128 | 111 | +17 |
| 2.   | Macedonia | 7  | 5 | 3 | 1 | 1 | 124 | 115 | +9  |
| 3.   | Danimarca | 7  | 5 | 3 | 1 | 1 | 161 | 114 | +47 |
| 4.   | Rep. Ceca | 5  | 5 | 2 | 1 | 2 | 136 | 145 | -9  |
| 5.   | Slovenia  | 2  | 5 | 1 | 0 | 4 | 136 | 158 | -22 |
| 6.   | Cina      | 0  | 5 | 0 | 0 | 5 | 118 | 160 | -42 |

#### Risultati
| Neubrandenburg 2 dicembre 1997, ore 15:30 | Macedonia | 26 – 22 (11-11) | Slovenia |  |

| Neubrandenburg 2 dicembre 1997, ore 17:30 | Russia | 27 – 24 (10-12) | Rep. Ceca |  |

| Neubrandenburg 2 dicembre 1997, ore 20:00 | Danimarca | 38 – 16 (17-9) | Cina |  |

| Neubrandenburg 3 dicembre 1997, ore 15:30 | Russia | 30 – 27 (15-11) | Slovenia |  |

| Neubrandenburg 3 dicembre 1997, ore 17:30 | Macedonia | 30 – 24 (19-11) | Cina |  |

| Neubrandenburg 3 dicembre 1997, ore 20:00 | Danimarca | 41 – 27 (23-12) | Rep. Ceca |  |

| Neubrandenburg 4 dicembre 1997, ore 15:30 | Russia | 22 – 19 (9-8) | Macedonia |  |

| Neubrandenburg 4 dicembre 1997, ore 17:30 | Rep. Ceca | 30 – 25 (14-13) | Cina |  |

| Neubrandenburg 4 dicembre 1997, ore 20:00 | Danimarca | 37 – 24 (22-9) | Slovenia |  |

| Neubrandenburg 6 dicembre 1997, ore 15:30 | Rep. Ceca | 31 – 28 (18-10) | Slovenia |  |

| Neubrandenburg 6 dicembre 1997, ore 17:30 | Russia | 27 – 19 (16-7) | Cina |  |

| Neubrandenburg 6 dicembre 1997, ore 20:00 | Macedonia | 25 – 23 (15-8) | Danimarca |  |

| Neubrandenburg 7 dicembre 1997, ore 15:30 | Slovenia | 35 – 34 (19-17) | Cina |  |

| Neubrandenburg 7 dicembre 1997, ore 17:30 | Macedonia | 24 – 24 (9-12) | Rep. Ceca |  |

| Neubrandenburg 7 dicembre 1997, ore 20:00 | Russia | 22 – 22 (12-12) | Danimarca |  |

## Fase finale

### Tabellone
|  | Ottavi di finale 9 dicembre 1997 | Ottavi di finale 9 dicembre 1997 |           |    | Quarti di finale 11 dicembre 1997 | Quarti di finale 11 dicembre 1997 |  |  | Semifinale 13 dicembre 1997 | Semifinale 13 dicembre 1997 |  |  | Finale 14 dicembre 1997 | Finale 14 dicembre 1997 |
|  |                                  |                                  |           |    |                                   |                                   |  |  |                             |                             |  |  |                         |                         |
|  |                                  |                                  |           |    |                                   |                                   |  |  |                             |                             |  |  |                         |                         |
|  |                                  |                                  |           |    |                                   |                                   |  |  |                             |                             |  |  |                         |                         |
|  | Croazia                          | 30                               |           |    |                                   |                                   |  |  |                             |                             |  |  |                         |                         |
|  | Croazia                          | 30                               |           |    |                                   |                                   |  |  |                             |                             |  |  |                         |                         |
|  | Angola                           | 22                               |           |    |                                   |                                   |  |  |                             |                             |  |  |                         |                         |
|  | Angola                           | 22                               | Croazia   | 21 |                                   |                                   |  |  |                             |                             |  |  |                         |                         |
|  |                                  |                                  | Croazia   | 21 |                                   |                                   |  |  |                             |                             |  |  |                         |                         |
|  |                                  | Danimarca                        | 25        |    |                                   |                                   |  |  |                             |                             |  |  |                         |                         |
|  | Danimarca                        | Danimarca                        | 25        | 30 |                                   |                                   |  |  |                             |                             |  |  |                         |                         |
|  | Danimarca                        |                                  |           | 30 |                                   |                                   |  |  |                             |                             |  |  |                         |                         |
|  | Ungheria                         | 25                               |           |    |                                   |                                   |  |  |                             |                             |  |  |                         |                         |
|  | Ungheria                         | 25                               | Danimarca | 32 |                                   |                                   |  |  |                             |                             |  |  |                         |                         |
|  |                                  |                                  | Danimarca | 32 |                                   |                                   |  |  |                             |                             |  |  |                         |                         |
|  |                                  | Russia                           | 22        |    |                                   |                                   |  |  |                             |                             |  |  |                         |                         |
|  | Francia                          | Russia                           | 22        | 20 |                                   |                                   |  |  |                             |                             |  |  |                         |                         |
|  | Francia                          |                                  |           | 20 |                                   |                                   |  |  |                             |                             |  |  |                         |                         |
|  | Polonia                          | 30                               |           |    |                                   |                                   |  |  |                             |                             |  |  |                         |                         |
|  | Polonia                          | 30                               | Polonia   | 19 |                                   |                                   |  |  |                             |                             |  |  |                         |                         |
|  |                                  |                                  | Polonia   | 19 |                                   |                                   |  |  |                             |                             |  |  |                         |                         |
|  |                                  | Russia                           | 24        |    |                                   |                                   |  |  |                             |                             |  |  |                         |                         |
|  | Russia                           | Russia                           | 24        | 28 |                                   |                                   |  |  |                             |                             |  |  |                         |                         |
|  | Russia                           |                                  |           | 28 |                                   |                                   |  |  |                             |                             |  |  |                         |                         |
|  | Costa d'Avorio                   | 20                               |           |    |                                   |                                   |  |  |                             |                             |  |  |                         |                         |
|  | Costa d'Avorio                   | 20                               | Danimarca | 33 |                                   |                                   |  |  |                             |                             |  |  |                         |                         |
|  |                                  |                                  | Danimarca | 33 |                                   |                                   |  |  |                             |                             |  |  |                         |                         |
|  |                                  | Norvegia                         | 22        |    |                                   |                                   |  |  |                             |                             |  |  |                         |                         |
|  | Romania                          | Norvegia                         | 22        | 33 |                                   |                                   |  |  |                             |                             |  |  |                         |                         |
|  | Romania                          |                                  |           | 33 |                                   |                                   |  |  |                             |                             |  |  |                         |                         |
|  | Macedonia                        | 37                               |           |    |                                   |                                   |  |  |                             |                             |  |  |                         |                         |
|  | Macedonia                        | 37                               | Macedonia | 19 |                                   |                                   |  |  |                             |                             |  |  |                         |                         |
|  |                                  |                                  | Macedonia | 19 |                                   |                                   |  |  |                             |                             |  |  |                         |                         |
|  |                                  | Germania                         | 24        |    |                                   |                                   |  |  |                             |                             |  |  |                         |                         |
|  | Germania                         | Germania                         | 24        | 33 |                                   |                                   |  |  |                             |                             |  |  |                         |                         |
|  | Germania                         |                                  |           | 33 |                                   |                                   |  |  |                             |                             |  |  |                         |                         |
|  | Bielorussia                      | 23                               |           |    |                                   |                                   |  |  |                             |                             |  |  |                         |                         |
|  | Bielorussia                      | 23                               | Germania  | 23 |                                   |                                   |  |  |                             |                             |  |  |                         |                         |
|  |                                  |                                  | Germania  | 23 |                                   |                                   |  |  |                             |                             |  |  |                         |                         |
|  |                                  | Norvegia                         | 25        |    | Finale 3º posto 14 dicembre 1997  | Finale 3º posto 14 dicembre 1997  |  |  |                             |                             |  |  |                         |                         |
|  | Austria                          | Norvegia                         | 25        | 18 | Finale 3º posto 14 dicembre 1997  | Finale 3º posto 14 dicembre 1997  |  |  |                             |                             |  |  |                         |                         |
|  | Austria                          |                                  |           | 18 |                                   |                                   |  |  |                             |                             |  |  |                         |                         |
|  | Norvegia                         | 24                               |           |    |                                   |                                   |  |  |                             |                             |  |  |                         |                         |
|  | Norvegia                         | 24                               | Norvegia  | 27 | Germania                          | 27                                |  |  |                             |                             |  |  |                         |                         |
|  |                                  |                                  | Norvegia  | 27 | Germania                          | 27                                |  |  |                             |                             |  |  |                         |                         |
|  |                                  | Corea del Sud                    | 21        |    | Russia                            | 25                                |  |  |                             |                             |  |  |                         |                         |
|  | Corea del Sud                    | Corea del Sud                    | 21        | 29 | Russia                            | 25                                |  |  |                             |                             |  |  |                         |                         |
|  | Corea del Sud                    |                                  |           | 29 |                                   |                                   |  |  |                             |                             |  |  |                         |                         |
|  | Rep. Ceca                        | 26                               |           |    |                                   |                                   |  |  |                             |                             |  |  |                         |                         |
|  | Rep. Ceca                        | 26                               |           |    |                                   |                                   |  |  |                             |                             |  |  |                         |                         |

### Ottavi di finale
| Hannover 9 dicembre 1997, ore 17:30 | Polonia | 32 – 20 (16-11) | Francia |  |

| Hannover 9 dicembre 1997, ore 20:00 | Germania | 30 – 23 (16-8) | Bielorussia |  |

| Rotenburg an der Fulda 9 dicembre 1997, ore 17:30 | Corea del Sud | 29 – 26 (16-10) | Rep. Ceca |  |

| Rotenburg an der Fulda 9 dicembre 1997, ore 20:00 | Danimarca | 30 – 25 (19-12) | Ungheria |  |

| Saarbrücken 9 dicembre 1997, ore 17:30 | Norvegia | 24 – 18 (6-12) | Austria |  |

| Saarbrücken 9 dicembre 1997, ore 20:00 | Croazia | 30 – 22 (14-8) | Angola |  |

| Amburgo 9 dicembre 1997, ore 17:30 | Macedonia | 37 – 33 (d.t.s.) (13-15; 27-27; 29-29) | Romania |  |

| Amburgo 9 dicembre 1997, ore 20:00 | Russia | 28 – 20 (11-11) | Costa d'Avorio |  |

### Quarti di finale
| Hannover 11 dicembre 1997, ore 17:30 | Germania | 24 – 19 (13-7) | Macedonia |  |

| Amburgo 11 dicembre 1997, ore 17:30 | Norvegia | 27 – 21 (13-12) | Corea del Sud |  |

| Hannover 11 dicembre 1997, ore 20:00 | Russia | 24 – 19 (13-8) | Polonia |  |

| Amburgo 11 dicembre 1997, ore 20:00 | Danimarca | 25 – 21 (14-7) | Croazia |  |

### Semifinali
| Berlino 13 dicembre 1997, ore 16:00 | Norvegia | 25 – 23 (11-9) | Germania | Max-Schmeling-Halle |

| Berlino 13 dicembre 1997, ore 18:30 | Danimarca | 32 – 22 (19-12) | Russia | Max-Schmeling-Halle |

### Play-off 5º-8º posto
| Berlino 13 dicembre 1997, ore 11:00 | Corea del Sud | 34 – 26 (22-12) | Macedonia | Max-Schmeling-Halle |

| Berlino 13 dicembre 1997, ore 13:30 | Croazia | 20 – 19 (9-8) | Polonia | Max-Schmeling-Halle |

### Finale 7º posto
| Berlino 14 dicembre 1997, ore 11:00 | Macedonia | 36 – 34 (d.t.s.) (18-12; 30-30) | Polonia | Max-Schmeling-Halle |

### Finale 5º posto
| Berlino 14 dicembre 1997, ore 13:30 | Corea del Sud | 33 – 32 (d.t.s.) (14-15; 28-28) | Croazia | Max-Schmeling-Halle |

### Finale 3º posto
| Berlino 14 dicembre 1997, ore 16:00 | Germania | 27 – 25 (16-12) | Russia | Max-Schmeling-Halle |

### Finale
| Berlino 14 dicembre 1997, ore 18:30 | Danimarca | 33 – 22 (14-11) | Norvegia | Max-Schmeling-Halle |

## Classifica finale
| Pos.    | Nazione        |
| ------- | -------------- |
| Oro     | Danimarca      |
| Argento | Norvegia       |
| Bronzo  | Germania       |
| 4       | Russia         |
| 5       | Corea del Sud  |
| 6       | Croazia        |
| 7       | Macedonia      |
| 8       | Polonia        |
| 9       | Ungheria       |
| 10      | Francia        |
| 11      | Romania        |
| 12      | Austria        |
| 13      | Rep. Ceca      |
| 14      | Bielorussia    |
| 15      | Costa d'Avorio |
| 16      | Angola         |
| 17      | Giappone       |
| 18      | Slovenia       |
| 19      | Algeria        |
| 20      | Canada         |
| 21      | Uzbekistan     |
| 22      | Cina           |
| 23      | Brasile        |
| 24      | Uruguay        |

## Statistiche

### Classifica marcatrici
Fonte:.
| Pos. | Nome                      | Nazionale     | Reti | Tiri dai 7 m |
| ---- | ------------------------- | ------------- | ---- | ------------ |
| 1    | Indira Kastratović        | Macedonia     | 71   | 23           |
| 2    | Han Sun-hee               | Corea del Sud | 63   | 10           |
| 3    | Tonje Sagstuen            | Norvegia      | 59   | 8            |
| 4    | Roxana Gheorghiu Stanisor | Romania       | 57   | 35           |
| 5    | Aleksandra Pawelska       | Polonia       | 55   | 14           |
| 6    | Grit Jurack               | Germania      | 54   | 16           |
| 7    | Valentina Radulović       | Macedonia     | 52   | 10           |
| 7    | Klaudija Bubalo           | Croazia       | 52   | 15           |
| 9    | Anja Andersen             | Danimarca     | 51   | 11           |
| 10   | Monika Ludmilová          | Rep. Ceca     | 50   | 22           |

## Premi individuali
Migliori giocatrici del torneo.
| Ruolo              | Giocatrice          |
| ------------------ | ------------------- |
| Miglior giocatrice | Franziska Heinz     |
| Portiere           | Susanne Munk Wilbek |
| Ala sinistra       | Han Sun-hee         |
| Terzino sinistro   | Franziska Heinz     |
| Centrale           | Camilla Andersen    |
| Terzino destro     | Tonje Sagstuen      |
| Ala destra         | Natal'ja Malachova  |
| Pivot              | Natal'ja Derjugina  |